# ピチャンチャチャラ語
ピチャンチャチャラ語（ピチャンチャチャラご）またはピチャンチャチャラ方言（ピチャンチャチャラほうげん、Pitjantjatjara：[ˈpɪɟanɟaɟaɾa]）は、中央オーストラリアのPitjantjatjaraのアボリジニによって伝統的に話されている西部砂漠言語（Western Desert language）の方言である。パマ・ニュンガン語族に属する言語である。 話者数は約3,125人である。